# All I Wanna Do (bài hát của Keizo Nakanishi)
"All I Wanna Do" là một đĩa đơn phát hành năm 1997 từ album Spinning của ca sĩ Keizo Nakanishi. Bài hát được sáng tác bởi Morry Stearns và có sự góp giọng của Christina Aguilera.

## Thông tin bài hát
Năm 14 tuổi, Aguilera thu âm ca khúc đầu tiên với ca sĩ người Nhật Keizo Nakanishi. Bài hát khá thành công ở Nhật Bản.
"All I Wanna Do" là do Morry Stearns sáng tác. Aguilera cũng tham gia trong video nhạc cho bài hát này.

## Danh sách bài hát
CD Single
1. "What I Do for Love" - Keizo Nakanishi & Peabo Bryson
2. "What I Do for Love" (Bản tiếng Nhật)
3. "All I Wanna Do" - Keizo Nakanishi & Christina Aguilera
4. "All I Wanna Do" (SLAMBAM Remix)
5. "What I Do for Love" (Nhạc nền)
6. "All I Wanna Do" (Nhạc nền)

## Video nhạc
Video nhạc cho ca khúc này được đạo diễn bởi Gregg Araki.

## Bảng xếp hạng
| Bảng xếp hạng (1997) | Vị trí cao nhất |
| -------------------- | --------------- |
| Japan Singles Chart  | 12              |